# アシナガバチ
アシナガバチ（脚長蜂、英: Paper wasp）は、スズメバチ科アシナガバチ亜科に属するハチの総称。世界の熱帯から温帯にかけて4族26属1000種以上が知られ、日本には2族3属12種が生息する。アシナガバチ属のセグロアシナガバチ、キアシナガバチ、フタモンアシナガバチがよく見られ、都市部、市街地ではコアシナガバチが目立つ。ほかにチビアシナガバチ族のホソアシナガバチ属とチビアシナガバチ属がそれぞれ2種ずつ分布する。
国外にはほかに2族、エピポナ族（Epiponini）とヒメアシナガバチ族（Mischocyttarini）がどちらも新大陸にのみ分布する。ヒメアシナガバチ族にはヒメアシナガバチ属（Mischocyttarus）のみが属し、巣はアシナガバチ属のものに似ている。エピポナ族は約20属からなり、巣の構造や習性に著しい分化を遂げている。

## 種類

### 代表的な種類
アシナガバチ属
セグロアシナガバチ（背黒脚長蜂、学名： Polistes jokahamae）
体長20-26 mm。体の模様は、黒の地に黄褐色の斑紋がある。日本では本州以南の各地に分布し、市街地でもよく見られる。また北海道石狩市で本種の営巣事例が確認されている。
刺されたらすぐ皮膚科に行くこと。
キアシナガバチ（黄脚長蜂、学名：Polistes rothneyi）
体長20-26 mmで、セグロアシナガバチと並ぶ大型種。日本では全国に分布する。黒の地に黄色が目立つ。攻撃性はアシナガバチとしては強い方である。
フタモンアシナガバチ（二紋脚長蜂、学名：Polistes chinensis）
体長14-18 mm。腹部に黄色い2つの斑があることから、こう名付けられた。市街地でよく見られ、植物の茎や垂直な壁面等に横向きに巣を作ることが多い。北海道の一部から九州に分布する。
コアシナガバチ（小脚長蜂、学名：Polistes snelleni）
体長11-17 mm。やや地味で小型な種類だが、人家よりも林の低木の枝先や大きな葉の裏などに反り返った大きな巣を作る。日本では九州以北に分布する。
キボシアシナガバチ（黄星脚長蜂、学名：Polistes nipponensis）
幼虫の作る繭が黄緑色をしているのが特徴。
ヤマトアシナガバチ(大和脚長蜂、学名：Polistes japonicus japonicus)
レッドリストでは情報不足に指定されている。
ヨーロッパアシナガバチ（ワスプ、英: European paper wasp、学名：Polistes dominula）
体長11-17 mm。小型な種類だが、人家にも巣を作る。ヨーロッパに分布する。市街地でもよく見られる。
ホソアシナガバチ属
ヒメホソアシナガバチ（学名：Parapolybia varia）
体長15 mm。ホソアシナガバチ属は腹部第2節と3節の間にくびれがあり、アシナガバチよりほっそりして見える。木の枝などに垂直に細長く伸びた巣を作る。奄美大島以北に分布。
チビアシナガバチ属
オキナワチビアシナガバチ（学名：Ropalidia fasciata）
体長10 mm。本属のハチも腹部第2節と3節の間にくびれがあり、小型。開けた草むらなどに巣を作る。奄美大島以南に分布。

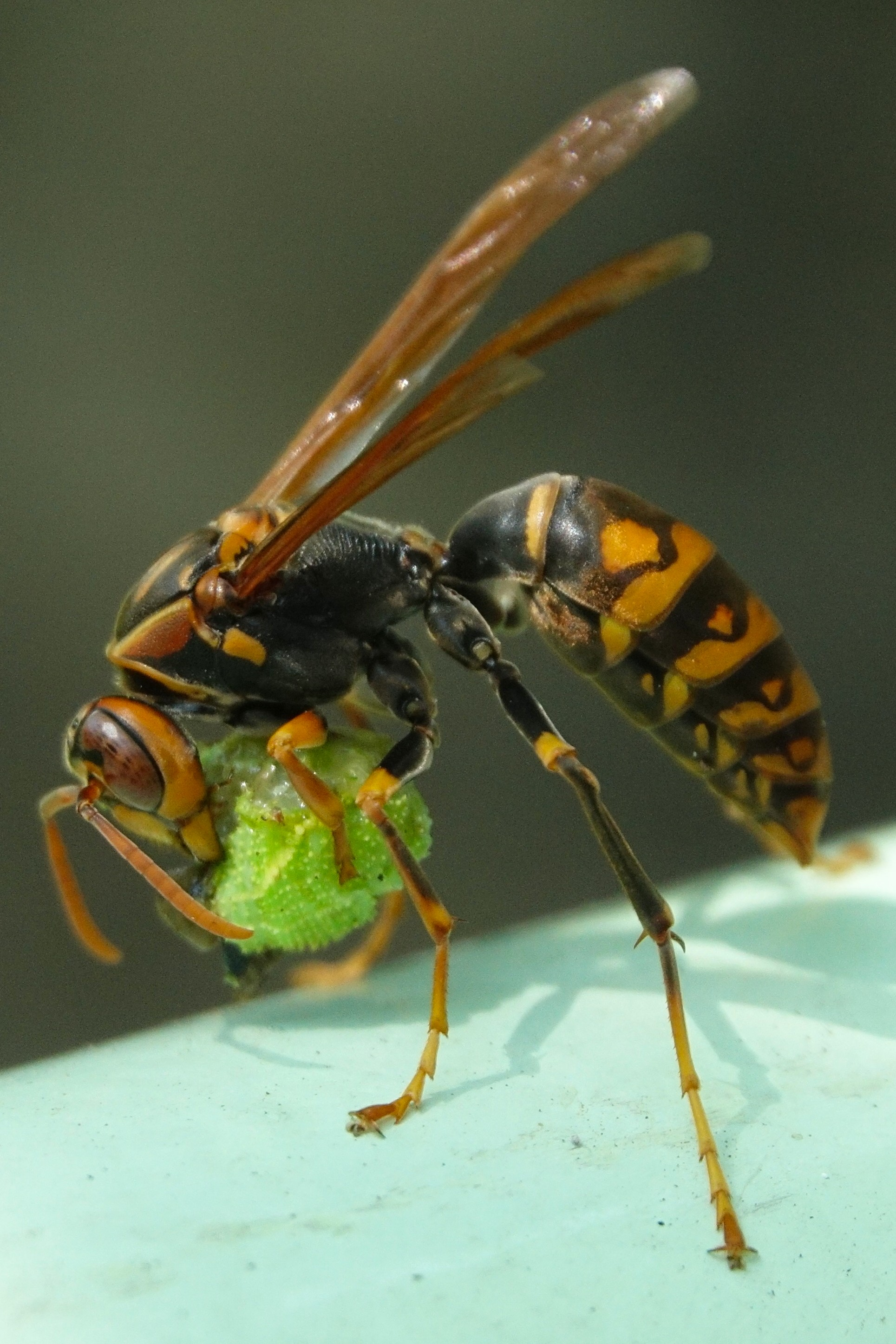
セグロアシナガバチ
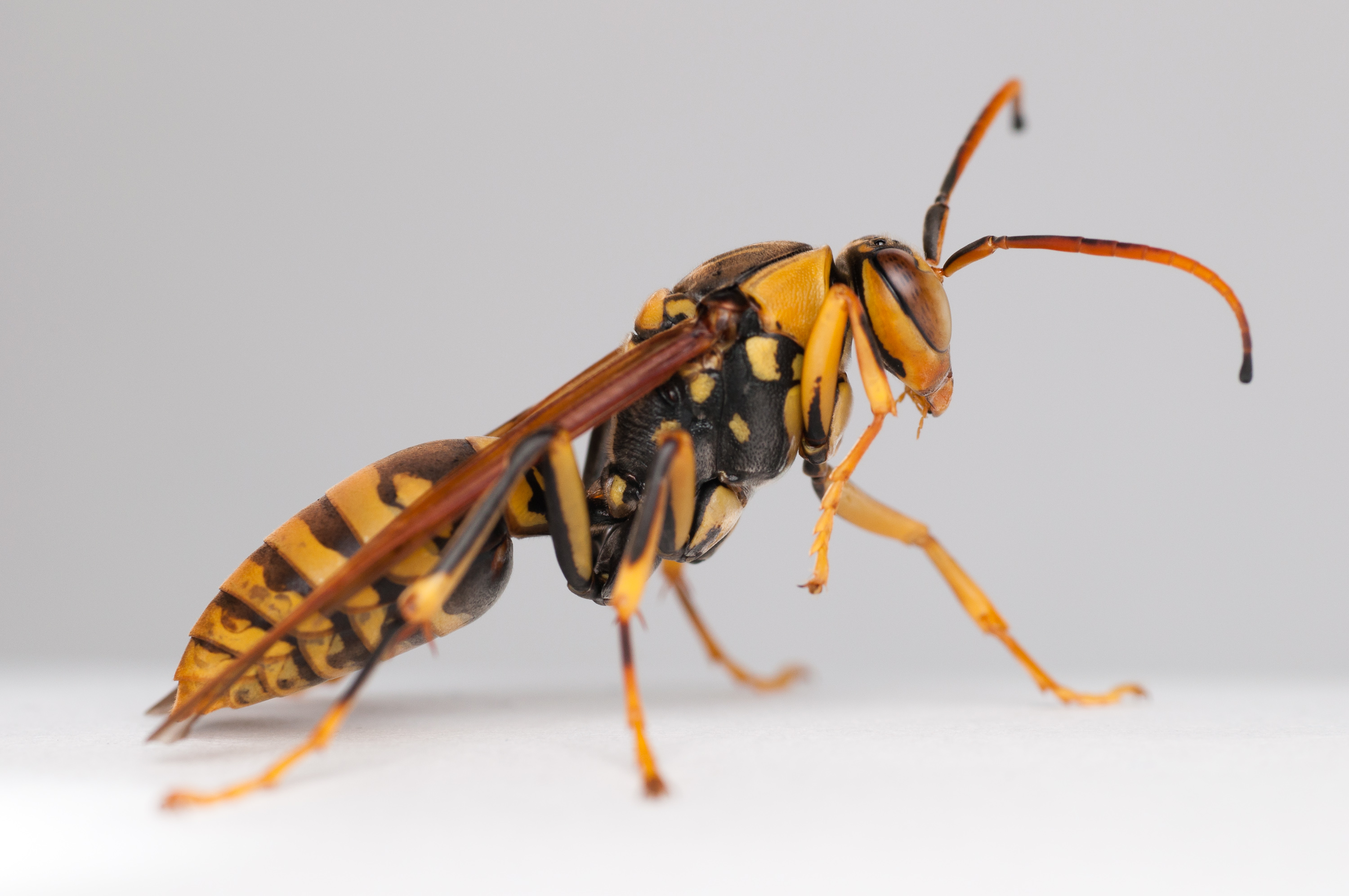
キアシナガバチ♂
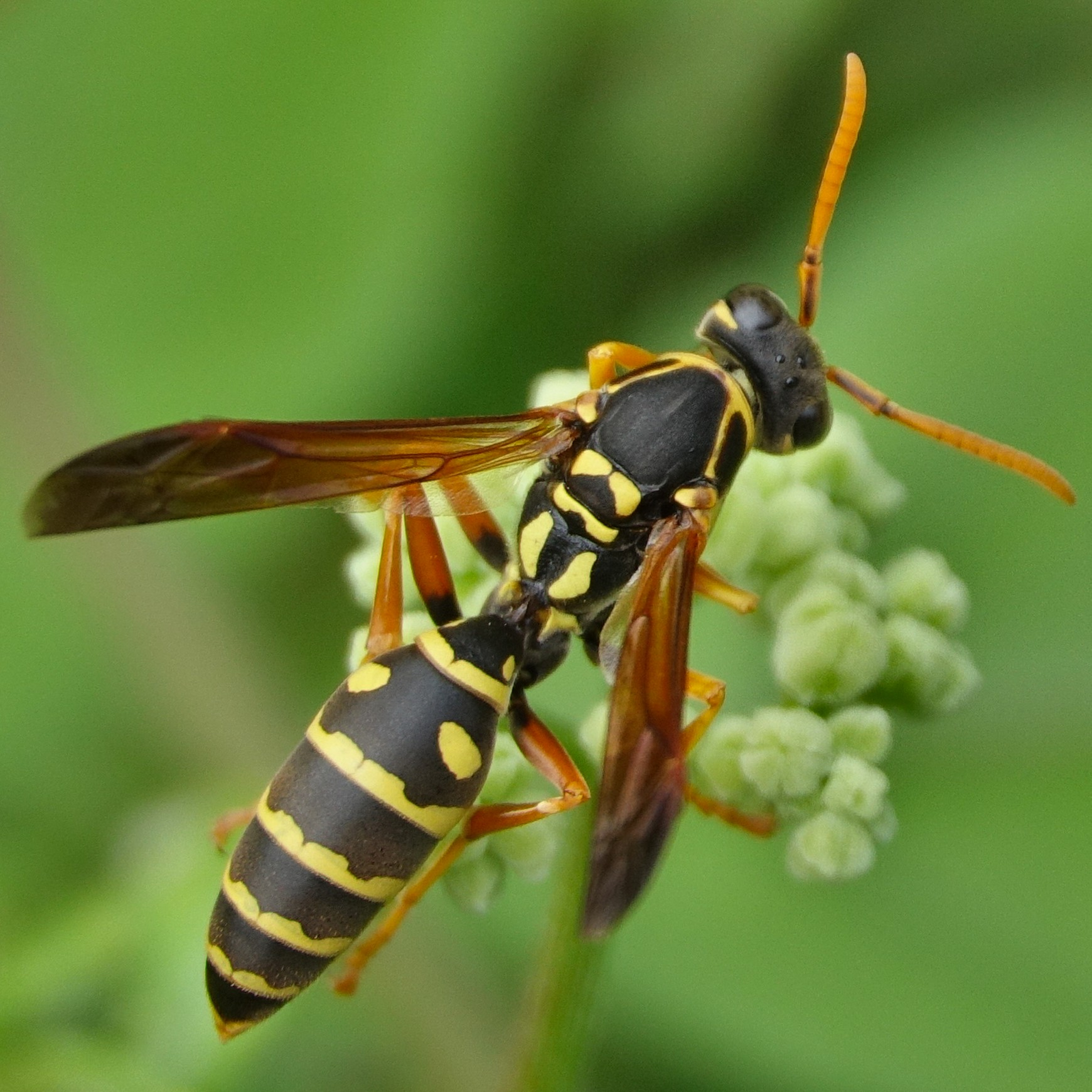
フタモンアシナガバチのメス　腹部に２つの紋がある
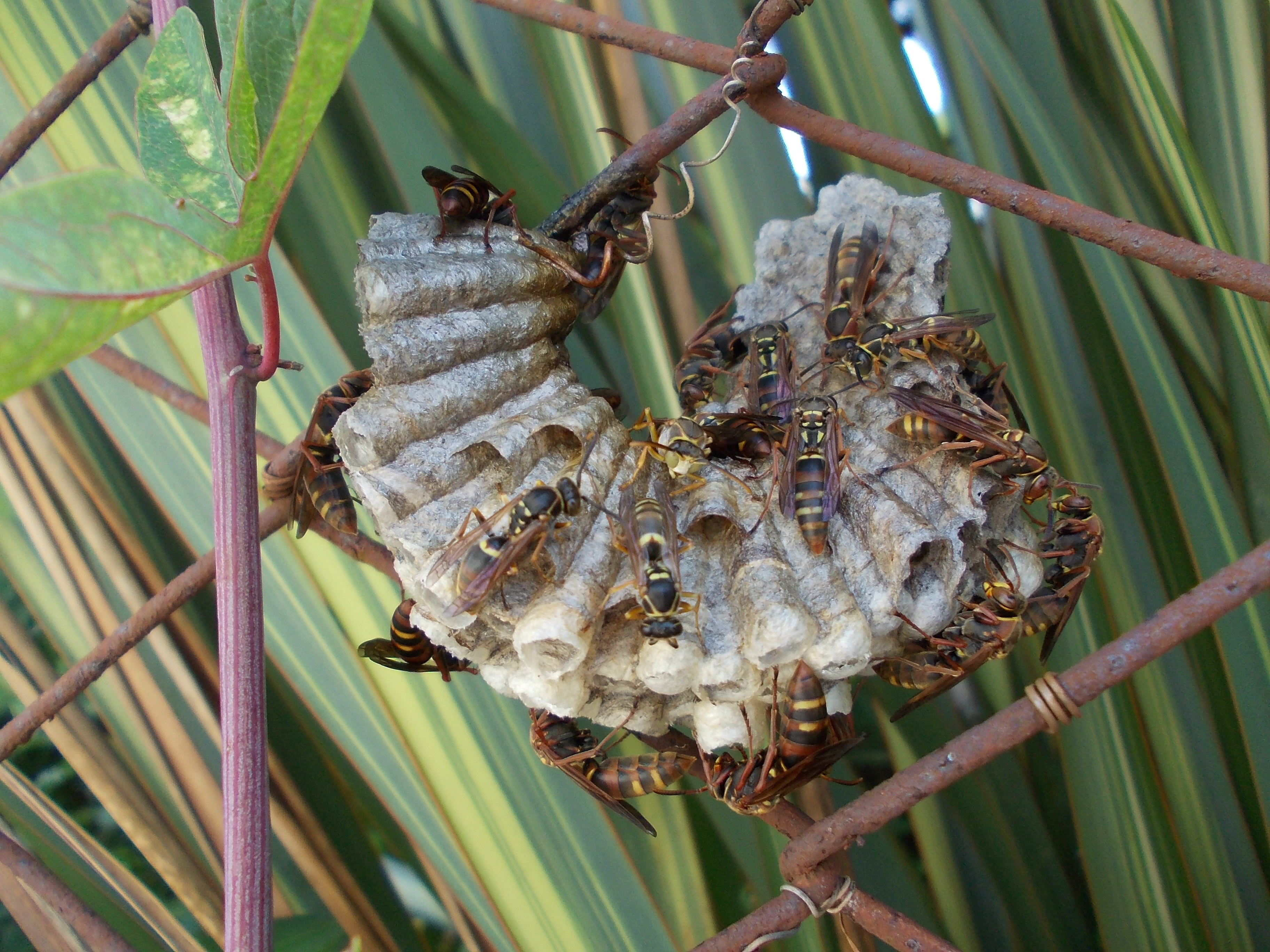
コアシナガバチ
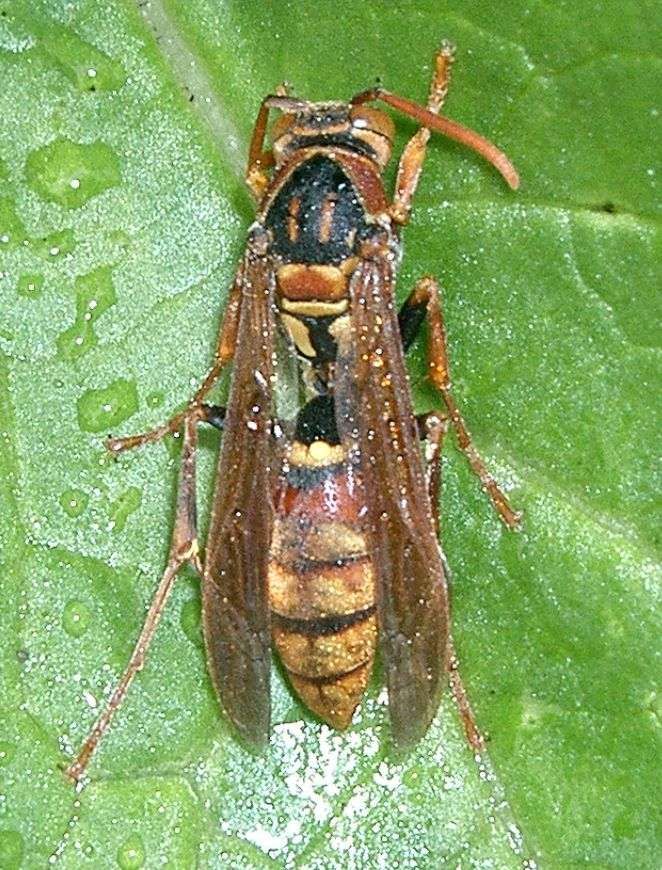
ヤマトアシナガバチ
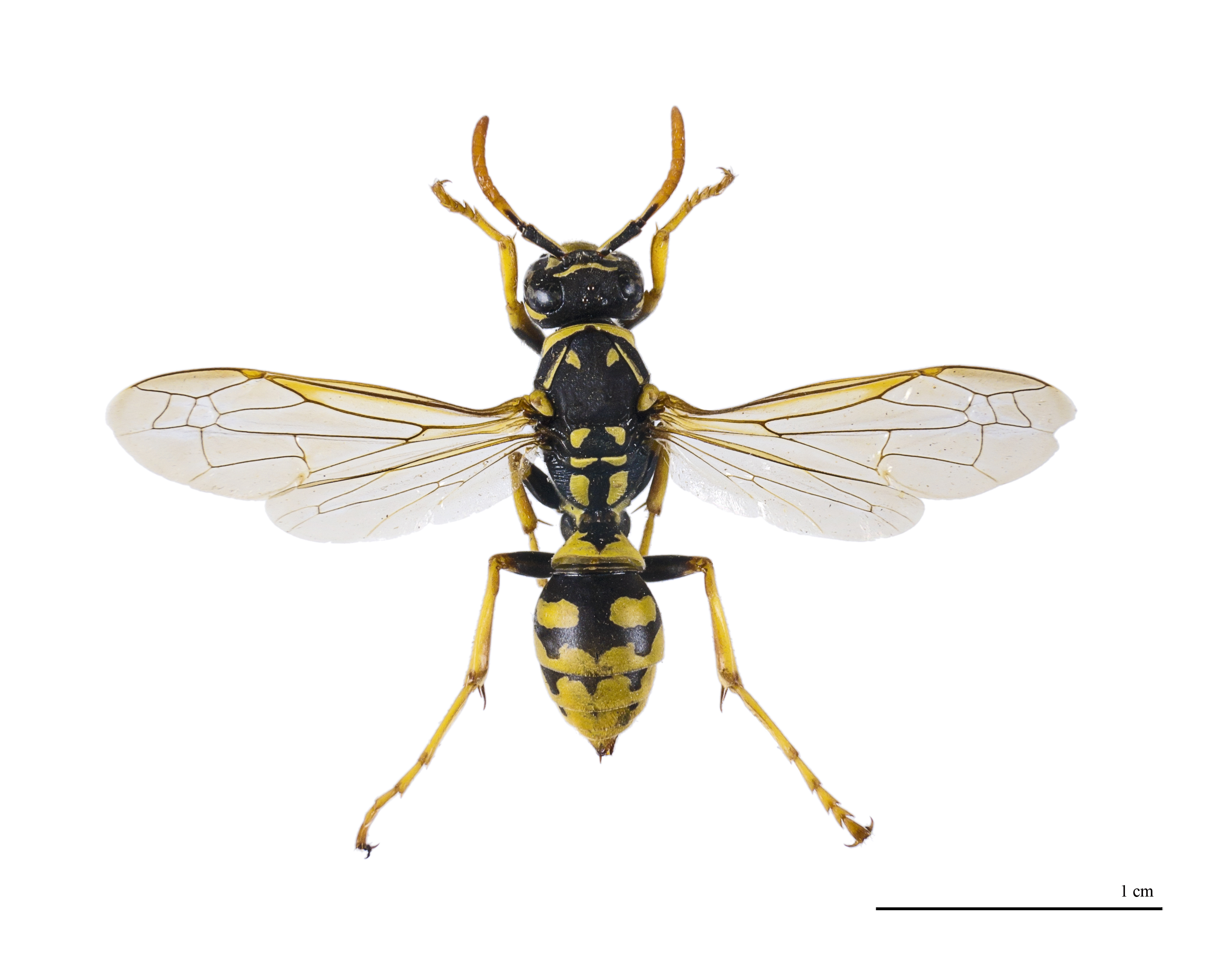
ヨーロッパアシナガバチ

## 形態
同じスズメバチ科だけあり、アシナガバチの生態はスズメバチに似ている。幼虫の餌も、他の昆虫の肉を与えることなど共通点が多い。細身で小型の体型は攻撃力で劣る。チョウやガの幼虫の芋虫、つまりケムシやアオムシの類を狩る。捕らえた芋虫をかみ砕いて肉団子にして巣に持ち帰る。ヤブガラシ等の花に飛来することも多く、花序の似たウイキョウの花の蜜なども嗜好性が高い。
巣の構造は、スズメバチの巣は光沢のある立派な外皮があるのに対し、日本産のアシナガバチにはなく、その形はハスの花托・果托と例えられる。巣の素材は、多くのスズメバチのように枯れ木の木部繊維や朽木ではなく、ホオナガスズメバチ属と同様に樹皮の靭皮繊維を素材とし、それに唾液由来のタンパク質などを混入して巣材とするので、一般のスズメバチの巣より強靭である。そのため、しばしばスズメバチ類の巣は洋紙に、アシナガバチ類の巣は和紙に喩えられることがある。

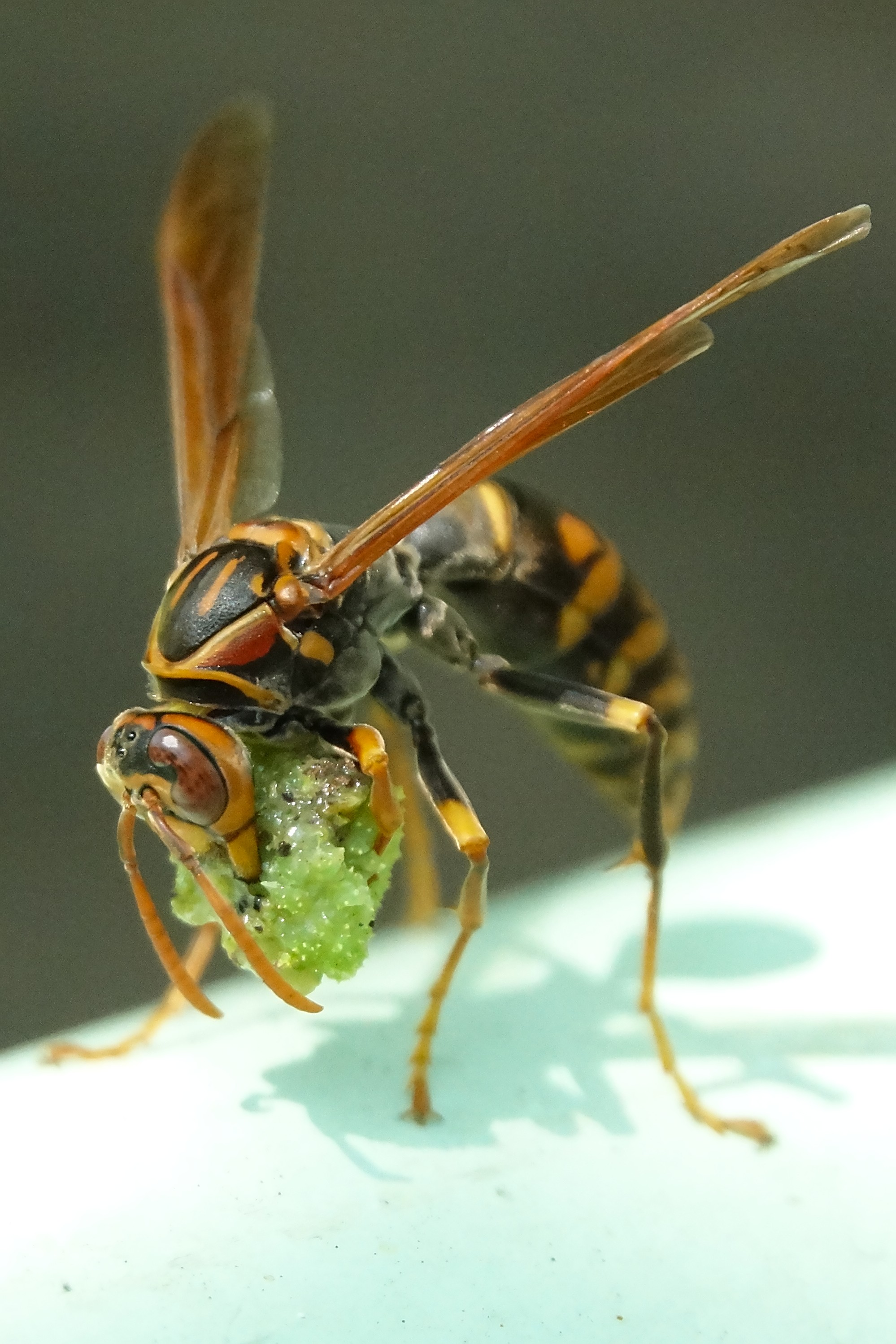
肉団子を作るセグロアシナガバチ
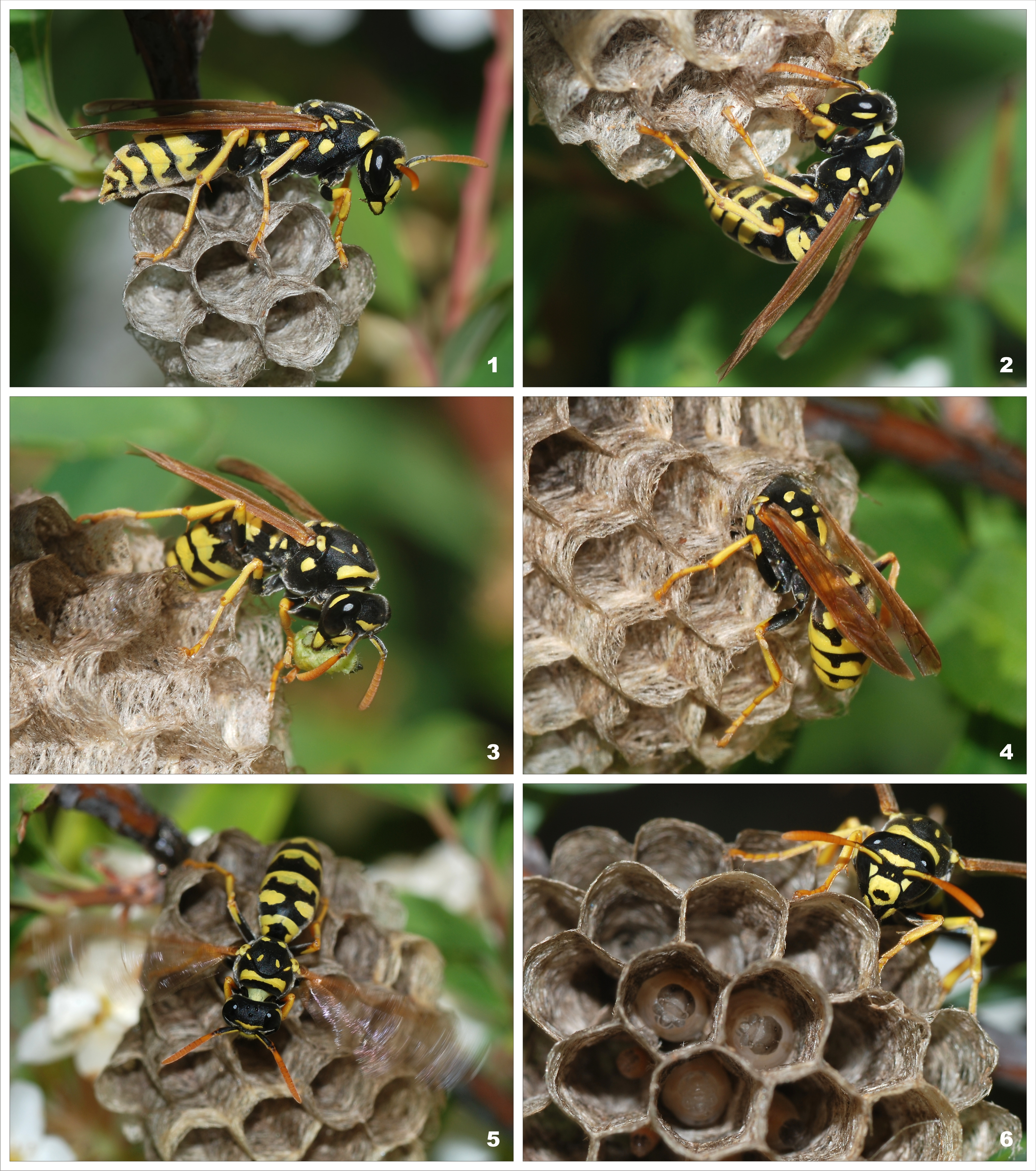
巣を形成する女王蜂

## 生態
熱帯地方には、直径30 cm以上の大きな巣をつくる種もいる。日本では、巣の直径は10 cm程度である。女王蜂は、比較的低い乾燥した物陰や樹幹に巣をかける。3部屋もつくると直ぐに卵を産み、20日ほどで幼虫は成虫になる。巣を作り始める時期は4〜5月頃である。この蜂の巣は、蓮の実のような形につくられて100部屋を超える巣もある。中央部の幼虫が巣立つと、新たに卵が生み付けられて、ミツバチのように蜜をためる事はない。11月頃には働き蜂は全て死んでしまい、女王蜂だけが落ち葉の下や朽木の中で冬眠する。巣は一度しか使わず、空になった巣は二度と使われない。
しばしばスズメバチの攻撃を受けて、幼虫を持ち去られる事があり、巣も破壊される事がある。最大の天敵はヒメスズメバチである。

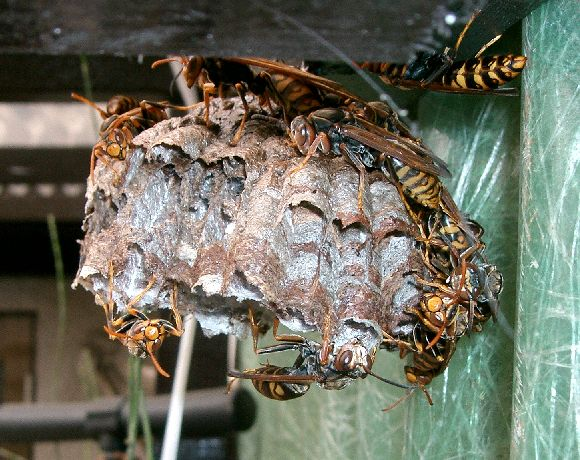
セグロアシナガバチと巣
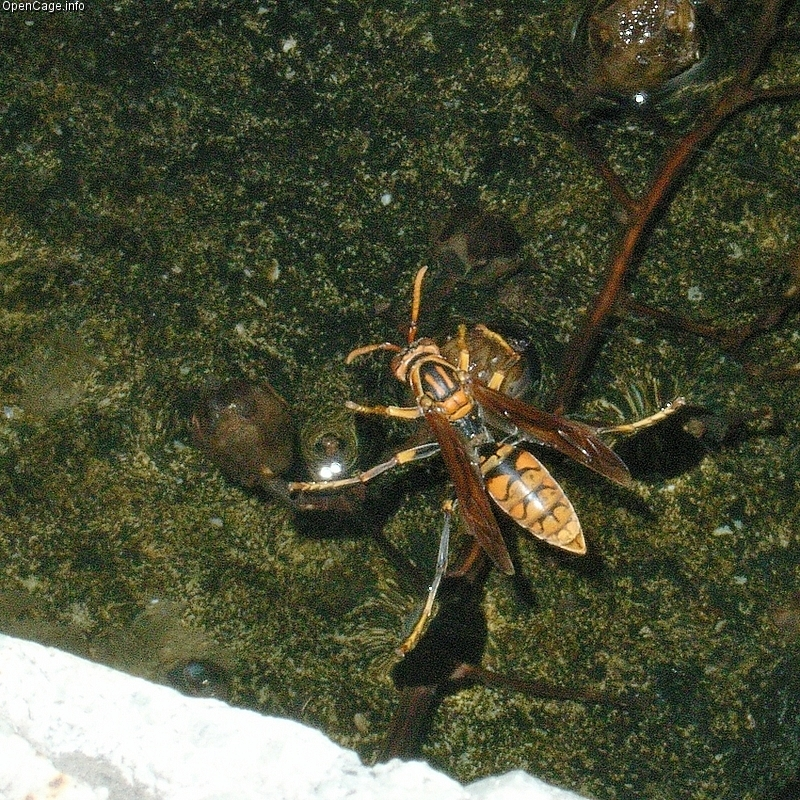
水面に止まり水を飲んでいる

## 人間との関わり

### 人が刺される被害
尾部の先端にある毒針で人などを刺す。ただし、性質はスズメバチに比べればおとなしく、巣を強く刺激したり蜂を素手で触ったりしない限り、まず刺してはこない。刺傷は子供などが巣を刺激して起こるケースと、洗濯物等に紛れ込んでいるアシナガバチに気づかず起こるケースとがある。毒はスズメバチに比べれば弱く、毒そのものによる死亡は稀であるが、アナフィラキシーショックにより死亡することもあるので、過去に刺されたことがある人は注意が必要。しかし、実際に刺されて死亡する人は数千人に一人くらいである。

### 駆除
風の穏やかな日に、風上からスプレー式の殺虫剤を穏やかに数度に分けて吹き付けると、親蜂は一目散に姿を消す。親蜂のいないことを確認して巣をもぎ取れば、やがて戻った蜂もまもなく姿を消す。場所によっては、パイプや管を巣に向けて静かに固定してスプレーを数秒噴霧すれば、巣に薬剤が届く。パイプが動くと伝って攻撃してくるので固定するとよい。ハチが飛び上がったら一旦退避する。
巣が小さければシャワー状に大量の水をかけても良い。最初は巣にしがみついているが、水勢を強めれば蜂はどこかへ避難するので、その間にもぎ取る。シャワーは雨と勘違いするようで、攻撃欲はかなり低い。 
一部の地方自治体は、巣の駆除を公費で助成している。一方、後述するように農業害虫を捕食する益虫という側面もあるため、駆除を助成しない自治体もある。アシナガバチの駆除や駆除の支援を行わない市区町村では業者に依頼すれば駆除してもらえるが、益虫であり人を攻撃することも殆ど無いのであくまで最終手段である。

### 益虫・食用
アシナガバチはおとなしい性格で、巣にいたずらをしなければまず刺してこない。むしろ蛾や蝶の幼虫を駆除してくれる益虫である。特に、初夏の頃までにこのハチの巣があると、モンシロチョウの幼虫が増えないので、殺虫剤やネットを使用しないでキャベツ等の栽培・収穫ができる。多少の食痕が残るが、無農薬なので、家庭用には最適である。
また、蜂の子として幼虫や蛹、成虫が食されるハチの一部はアシナガバチである。